# Party (album Wojciecha Gąssowskiego)
Party – drugi album Wojciecha Gąssowskiego wydany w 1988 roku.

## Lista utworów
| Strona A: 1. Love Letters (tekst: E. Heyman, V. Young) - (2:42) 2. I Want You, I Need You, I Love You (tekst: M. Mysels, I. Kosloff) - (2:30) 3. Singing The Blues (tekst: M. Endsley) - (2:00) 4. Young Emotions (tekst: D. Livingston) - (2:30) 5. Good Luck Charm (tekst: A. Schroeder, W. Gold) - (2:40) 6. Shake, Rattle & Roll (tekst: Ch. Calhoun) - (2:15) 7. A Mess Of Blues (tekst: D. Pomus, M. Schuman) - (2:40) 8. Teddy Bear (tekst: B. Lowe, K. Mann) - (1:45) |  | Strona B: 1. Mean Woman Blues (tekst: C. De Metrius) - (1:47) 2. Always On My Mind (tekst: J. Christopher, M. James, W. Thompson) - (3:25) 3. Little Sister (tekst: D. Pomus, M. Schuman) - (2:32) 4. Crying In The Chapel (tekst: A. Glenn) - (2:35) 5. Suspicion (tekst: D. Pomus, M. Schuman) - (2:40) 6. Trying To Get To You (tekst: C. Singleton, R. M. McCoy) - (2:32) 7. Dirty, Dirty Feeling (tekst: Leiber - Stoller) - (1:47) 8. Party (tekst: J. M. Robinson) - (1:38) |